# Davud Pascià
Pascià Davud noto anche con l'epiteto "Koca" (il Grande) (1446 – Didymoteicho, 20 ottobre 1498) è stato un generale albanese e gran visir dell'Impero ottomano dal 1482 al 1497 durante il regno di Bayezid II.
Divenne damat ("sposo") della dinastia ottomana sposando una principessa ottomana figlia di Bayezid II, da cui ebbe un figlio, Sultanzade Mehmed Bey.

## Primi anni di vita
Davud Pascià era probabilmente un musulmano convertito ed ex cristiano albanese, che durante la sua infanzia visse a Costantinopoli e fu arruolato nelle file dell'esercito ottomano (in cui fu mandato dalla sua stessa famiglia a fare carriera), dove si convertì all'Islam.

## Campagne militari
Nel 1473 come Beilerbei dell'Eyalet di Anatolia fu uno dei comandanti dell'esercito ottomano nella decisiva vittoria contro Ak Koyunlu nella battaglia di Otlukbeli. Nel 1478 gli fu dato il controllo delle truppe in marcia contro Scutari, in Albania, da parte del sultano Mehmed II, che marciò contro Krujë. Davud Pascià riuscì a catturare la città, che era l'ultima roccaforte della Lega di Lezhë, ponendo così fine alle guerre ottomano-albanesi. Nel 1479 divenne governatore (sanjakbey) del Sangiaccato di Bosnia e come comandante di una grande forza di cavalleria akıncı effettuò ampi attacchi e incursioni contro il Regno d'Ungheria.
Come gran visir, guidò l'esercito ottomano nella campagna del 1487 della guerra ottomano-mamelucca. Inizialmente Davud Pascià pianificò una spedizione offensiva a tutto campo contro i Mamelucchi, ma il suo piano fu annullato da Bayezid II, che gli assegnò l'attacco alle tribù Turgutlu e Varsak. Quando Davud raggiunse i territori di Turgut e Varsak, i leader di Varsak, incluso il capo della tribù, si sottomisero a lui e giurarono fedeltà all'Impero ottomano.
Morì a Didymoteicho il 20 ottobre 1498, lasciando una grande tenuta, con la quale furono realizzate diverse opere pubbliche.

## Lavori pubblici
Le opere pubbliche di Davud Pascià si trovano principalmente nell'area del Forum Arcadii della moderna Istanbul. In quella zona costruì una moschea con 108 botteghe intorno, una madrasa, una scuola, un ospizio, una mensa per i poveri e una fontana pubblica risalente al 1485. L'intero quartiere è stato quindi chiamato con il suo nome come Davutpaşa, parte del distretto di Fatih nei tempi moderni. Nel quartiere di Yenikapi fece costruire un palazzo, un pontile, undici negozi e bagni pubblici. I suoi altri lavori pubblici includono un bedestan a Bitola e botteghe a Skopje e Bursa. I bagni di Davud Pascià nella moderna Skopje sono i più grandi bagni dei Balcani; in tempi moderni sono usati come galleria d'arte.